# 顧立雄
顧立雄（1958年10月31日—），中華民國政治人物及律師，民主進步黨籍，現任國防部部長。長期擔任商務刑事律師，曾為廢死聯盟成員以及太陽花學運諮詢人物。曾任國家安全會議秘書長、金融監督管理委員會主任委員、不當黨產處理委員會主任委員、立法委員、任務型國民大會代表、臺北律師公會理事長、民間司法改革基金會董事長、台灣人權促進會會長、萬國法律事務所合夥人。妻子為前經濟部部長王美花。

## 早年
顧立雄在臺北市出生、基隆市成長。父親為江蘇省南通人，母親則為上海人，由上海遷臺。中學就讀國立臺灣師範大學附屬高級中學時，在軍訓教官要求下，加入中國國民黨。大學就讀國立臺灣大學法律學系法學組，畢業後取得律師資格。据他所说，因为大學期间受到啟蒙，在當兵第二天就把黨證寄回，當時尚未解嚴。後負笈留學美國，取得紐約大學法學碩士學位。

## 政治生涯
1990年，顧立雄與蘇煥智、林永頌、黃瑞明、黃國鐘、周弘憲等人，成立「文學校聯合團」參與台北市律師公會理監事改選大勝，扭轉該公會長期遭到由軍法官系統轉任之律師主導的保守狀態，開啟台灣律師界生態轉變，賦予律師參與社會改革的積極意義，是台灣司法改革的重要轉捩點，也是催生後來民間司法改革基金會的成立。
顧立雄曾於2005年中華民國國民大會代表選舉代表民主進步黨當選任務型國民大會代表。
顧立雄接手過的著名訴訟案件包括蘇建和案、胡瓜詐賭案、簡又新控李慶華案、張友驊誹謗案、宋楚瑜控李登輝誹謗案，以及呂秀蓮控新新聞案、趙建銘台開案、國務機要費案一審辯護律師、太平洋電線電纜掏空案、洪仲丘事件洪家義務律師、以劣質越南米混充台灣米的山水米案等。
2012年12月25日，因不滿政府簽署具有廢死精神的兩公約，卻又依然執行死刑，以及法務部日前公開宣稱未曾承諾廢除、終結死刑的說法，讓法務部「逐步廢除死刑研究推動小組」形同虛設，宣布退出法務部廢死小組以示抗議。顧立雄強調，只有在廢除死刑的邏輯下才能進一步討論被害人保護。
2013年10月，顧立雄引用聯合國決議「對精神障礙者不得執行判處死刑」，替在7年前誘殺一對國小姊妹而服刑6年、減刑出獄不滿1年又再虐殺一名婦人的連續殺人犯陳昆明辯護，撤銷死刑判決，發回高院更審。
2013年9月底，宣布爭取民進黨提名為臺北市市長候選人。但在2014年5月14日黨內初選中敗於姚文智。
2016年獲民進黨提名任不分區立委。
2016年8月4日，顧立雄舉辦「擴大施用毒品罪醫療前置化修法公聽會」並倡議醫療前置化、以醫療改善初犯者，引起網路名嘴朱學恆以「毒品除罪化」說法批評，雙方在網路上發生爭論。

### 入閣
2016年8月，顧立雄出任行政院不當黨產處理委員會首任主任委員，身負調查國民黨不當黨產的重責大任。8月31日不當黨產委員會揭牌，顧立雄卻因媒體爭議性提問而暴怒，反嗆媒體記者。
2017年9月8日，顧立雄接任金融監督管理委員會主任委員，但因其無財金背景，曾受國民黨人士批評。但其以創新施政博得金融圈讚許。
2018年5月31日，立委黃國昌疑似收到地震基金董事長陳明仁文件，爆料質疑顧立雄介入關說地震基金再保費率個案。
2020年5月20日，升任國家安全會議秘書長。

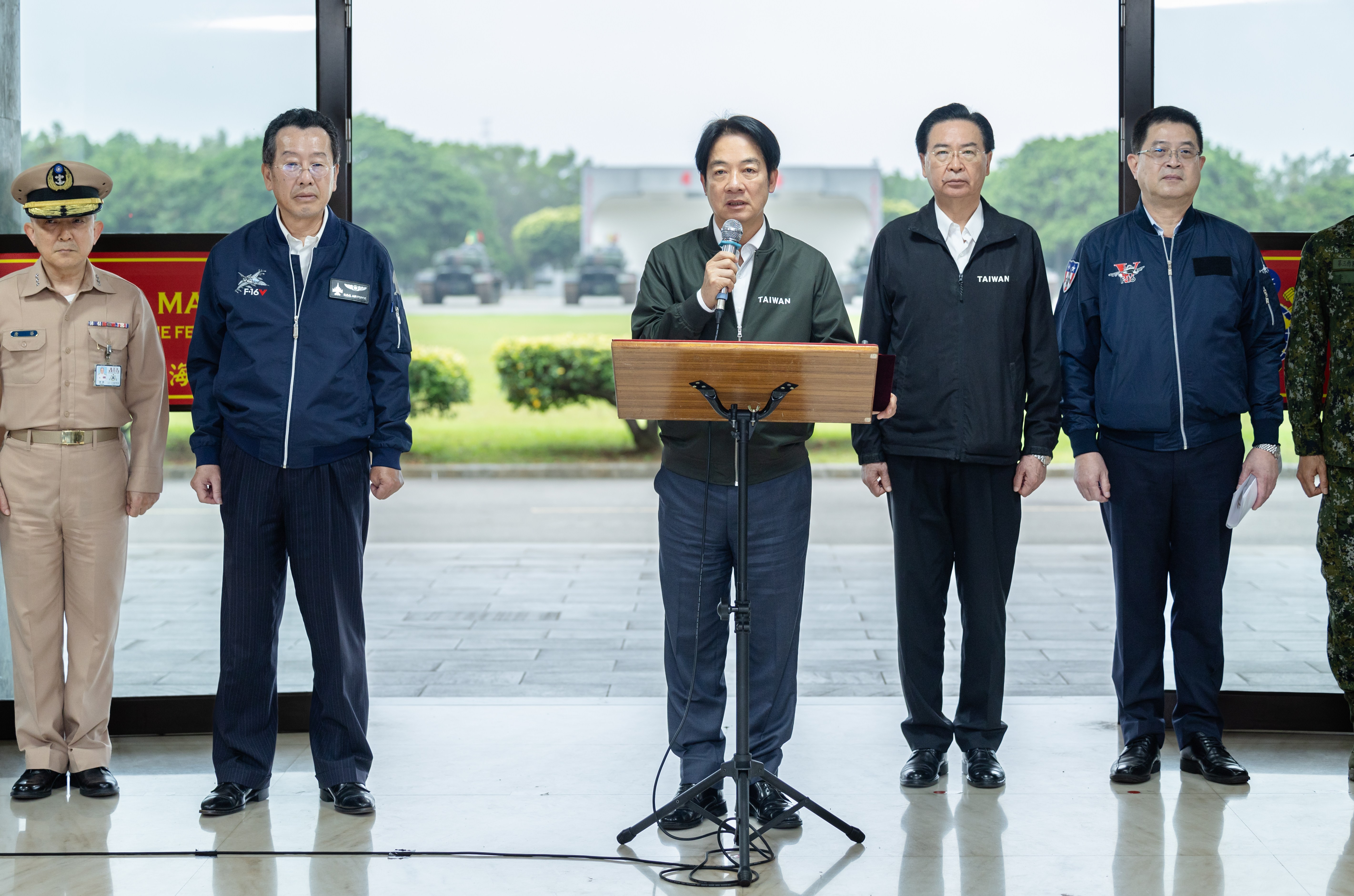
國防部部長任內

2024年4月25日，總統當選人賴清德宣布，顧立雄將出任國防部部長，是史上第七位文人部長；5月20日就任後逢中國環臺軍演，6月6日於立法院答詢立委沈伯洋，報告啟動多項國防革新措施：
1. 取消不符近戰格鬥精神的傳統刺槍術
2. 廢除形式主義性質的官兵休假每日互助回報制度
3. 國軍官士兵出國可自由行，取消限制「跟團」
4. 日後取消陸官校慶踢正步，聯兵旅部隊回歸「戰訓本務」
5. 作戰與戰術層級回歸參謀總長以落實分工與授權
6. 正副主官留值規定恢復常態，兼顧各級幹部照顧家庭並利於人才長留久用
7. 安全查核效仿美軍以接密等級而非階級管制

## 選舉紀錄
| 年度 | 選舉屆數               | 選舉區                                 | 所屬政黨   | 得票數    | 得票率 | 當選標記 | 備註 |
| ---- | ---------------------- | -------------------------------------- | ---------- | --------- | ------ | -------- | ---- |
| 2005 | 任務型國民大會代表選舉 | 任務型國民大會代表選舉                 | 民主進步黨 | 1,647,791 | 42.52% |          |      |
| 2016 | 第九屆立法委員選舉     | 全國不分區及僑居國外國民立法委員選舉區 | 民主進步黨 | 5,370,953 | 44.06% |          |      |

## 個人生活
顧立雄與王美花結婚，兩人為臺大法律系同班同學，育有兩子。
顧立雄的英文名  與中華民國近代著名外交官顧維鈞相同。

## 榮譽

### 中華民國勳章獎章
- 一等景星勳章（2024年5月15日於總統府頒授）[32]

## 外部連結
- 百人要求停止死刑執行：顧立雄 律師‧民間司改會董事長 （页面存档备份，存于）.公視新聞網YouTube頻道.2010-06-02

| 中華民國政府職務 | 中華民國政府職務                                                | 中華民國政府職務 |
| ---------------- | --------------------------------------------------------------- | ---------------- |
| 行政院           |                                                                 |                  |
| 前任： 邱國正    | 國防部部長 第三十五任 2024年5月20日－                           | 現任             |
| 前任： 李瑞倉    | 金融監督管理委員會主任委員 第十一任 2017年9月8日－2020年5月19日 | 繼任： 黃天牧    |
| 首任             | 不當黨產處理委員會主任委員 第一任 2016年9月1日－2017年9月7日    | 繼任： 林峯正    |
| 中華民國總統府   |                                                                 |                  |
| 前任： 李大維    | 國家安全會議秘書長 第二十一任 2020年5月20日－2024年5月20日      | 繼任： 吳釗燮    |